# كبلر-5b
كيبلر 5 بي (بالإنجليزية: Kepler-5b)‏ الذي يرمز له بالرمز KOI-18.01، هو كوكب خارج المجموعة الشمسية، في كوكبة الدجاجة (كوكبة)، يتبع Kepler-5.

## الاكتشاف
اكتشف في 2010، وكانت طريقة الاكتشاف طريقة العبور.